# Biển aragonit

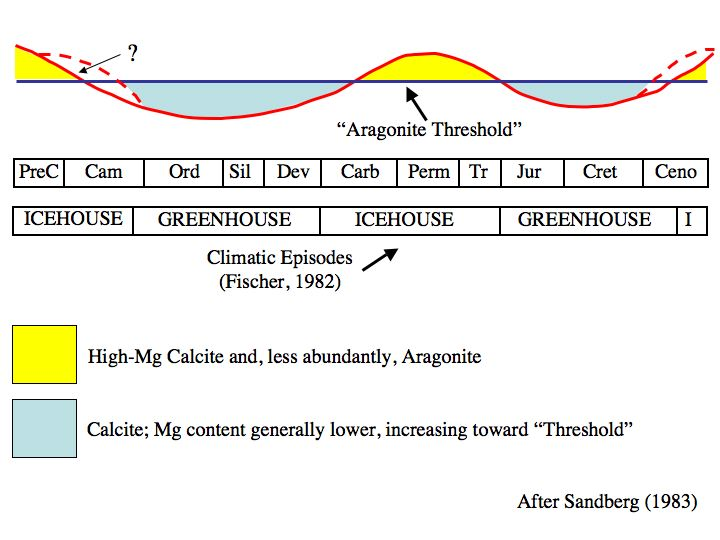
Luân phiên nó là thành viên của tổng số biển qua địa chất.

Biển aragonit có kết tủa cacbonat hữu cơ chính là aragonit và canxit giàu magnesi. Vì vậy, điều kiện hóa học của nước biển phải rất giàu magiê để biển aragonit hình thành. Điều này là trái ngược với biển canxit trong đó kết tủa calci cacbonat hữu cơ chính là calcit ít magnesi.
Thời kỳ đầu Đại Cổ sinh và giữa đến cuối Đại Trung sinh đại dương là chủ yếu là biển calcit, trong khi giữa Đại Cổ sinh đến đầu Đại Trung sinh và Đại Tân sinh (bao gồm cả ngày nay) là đặc trưng của biển aragonit.
Biển Aragonit hình thành do một số yếu tố, rõ ràng nhất trong số này là do đọ magnesi cao. Tuy nhiên, mực nước biển và nhiệt độ xung quanh cũng quyết định biển aragonit có hình thành hay không.
Thời gian biển calcit thường xảy ra trong quá trình tách giãn đáy đại dương và hiệu ứng nhà kính toàn cầu. Calcit là khoáng chất chủ yếu trong môi trường biển ấm áp, nông. Mặt khác, aragonit là khoáng chất chủ yếu trong môi trường nước mát.
Xu hướng này đã được quan sát bằng cách nghiên cứu về hoá học của cacbonat, xác định thời gian và phân tích những điều kiện hình thành. Một nghiên cứu có về sự phân bố biến đổi của đá vôi marl qua thời gian và không gian trong kỷ Ordovic, Jura và Creta (các thời gian xảy ra biển calcit). Nghiên cứu này kết luận rằng thời gian đá vôi marl biến đổi đa dạng phong phú nhất là trong điều kiện biển aragonit giống như ngày nay.

## Trích dẫn
1. ↑  Wilkinson, Owen & Carroll 1985
2. ↑  Wilkinson & Given 1986
3. ↑  Morse & Mackenzie 1990
4. ↑  Lowenstein và đồng nghiệp 2001
5. ↑  Palmer & Wilson 2004
6. ↑  Adabi 2004
7. ↑  Stanley & Hardy 1999
8. ↑  Westphall & Munnecke 2003